# Université de Géorgie
L'université de Géorgie (en anglais, University of Georgia, abrév. UGA), établissement public, est la plus grande université de l'État de Géorgie, aux États-Unis. Sise à Athens, une ville de 127 315 habitants (recensement de 2020)et à 112 km d'Atlanta, capitale de l'État et la huitième métropole du pays, l'université compte en 2023 plus de 40 000 étudiants inscrits et plus de 3 000 enseignants. C'est également le siège du Système universitaire de Géorgie (University System of Georgia en anglais), qui subventionne une trentaine de campus publics en Géorgie.

## Histoire
L'université a été créée par un acte de l'Assemblée générale de Géorgie, réunie à Savannah en 1785. L'université de Géorgie devient alors la première université publique des États-Unis et la deuxième à organiser ses cours. La  faculté de lettres, l'Institut Benjamin-Franklin, ouvrira ses portes en 1801. Ce nom survit aujourd'hui dans l'actuelle faculté de lettres et de sciences (Benjamin Franklin College of Arts and Sciences).
Les portes de l'université sont verrouillées entre 1863 et 1866 lors de la guerre de Sécession, la ville d'Athens étant occupée par l'armée nordiste.
En 1903 des étudiantes y seront admises pour le trimestre d'été, et dès 1918 les jeunes femmes pourront s'inscrire pour l'année scolaire. Les premiers étudiants afro-américains, Charlayne Hunter-Gault et Hamilton Holmes, intégreront le campus en janvier 1961 ; quoique des manifestations racistes aient lieu pendant deux jours dans la ville d'Athens, l'intégration de l'université est assurée sans de violents affrontements.
Depuis l'année scolaire 2007-2008, 10 pour cent de la classe de première année de l'université de Géorgie est afro-américaine, un des taux les plus élevés pour une grande université américaine.

## Campus
L'université s'étend sur deux vastes campus, le campus nord (North Campus, le plus ancien, et contigu au centre-ville d'Athens) et le campus sud (South Campus, construit dès les années 1960). Ces deux campus sont liés par un important réseau d'autobus qui est gratuit pour les étudiants. Le site de l'université est soigneusement maintenu par l'université et notamment avec l'aide des étudiants de la Faculté d'Architecture écologique.
À cause de sa réputation grandissante parmi les meilleures universités publiques des États-Unis, l'université de Géorgie est devenue de plus en plus sélective, surtout pour les étudiants de première année (freshmen) et de troisième cycle (mastère et doctorat). Depuis les années 1990, l'université est souvent rangée parmi une élite d'établissements publics dite "Public Ivy League".
Parmi une douzaine de facultés sur les deux campus réunis, certaines jouissent d'une réputation nationale voire  internationale:  les facultés de journalisme (Henry Grady College of Journalism), sciences agricoles, écologie, sciences vétérinaires et marketing/management.
Comme beaucoup d'autres grandes universités du pays, l'université de Géorgie constitue un centre important de la production culturelle. En outre, le programme sportif de l'université est très bien développé ; l'équipe des Bulldogs de la Géorgie (football américain) est renommée aux États-Unis.
La ville d'Athens reste une des villes universitaires les plus dynamiques du Sud, et un berceau de folk et de rock. Des groupes comme les B-52's et R.E.M. sont originaires de la ville.

## Association gouvernementale étudiante
Les dirigeants de l'association des gouvernements étudiants de l'université de Géorgie forment le conseil consultatif des étudiants, composé de présidents d'étudiants issus de tous les collèges et universités publics du Système universitaire de Géorgie. Le conseil consultatif d’étudiants est organisé pour conseiller le Georgia Board of Regents, par l’intermédiaire du chancelier, sur des questions importantes pour les étudiants.

## Personnalités liées à l'université

### Étudiants
L'université de Géorgie compte plus de 275 000 anciens étudiants dans le monde. Les relations avec les anciens sont gérées par l’association des anciens étudiants de l’UGA. L’association des anciens étudiants de l’UGA a pour objectif de soutenir les travaux universitaires, la recherche et les traditions du corps professoral, du personnel, des étudiants et des anciens étudiants d’UGA.
Vingt-six gouverneurs de Géorgie ont été diplômés de l'université, ainsi que de nombreux juges fédéraux et d'État, sénateurs et représentants américains et nationaux, ainsi que des chefs de file dans les domaines de la science, de la médecine, de l'enseignement, des arts, de l'écriture et du journalisme, de l'histoire, de l'administration publique et des affaires sociales etc. Dix-huit diplômés de l’UGA sont présidents ou vice-présidents de collèges et d’universités aux États-Unis et neuf diplômés de l’UGA ont reçu le prix Pulitzer.